# با كن رع نف
با كن رع نف (بالإنجليزية: Bakenranef)‏، (ويـُعرف أيضاً بالصيغة اليونانية لاسمه، بوخوريس Bocchoris) كان ملكاً في الأسرة المصرية الرابعة والعشرين. وقد حكم مصر السفلى من ح. 725 حتى 720 ق.م. بينما يعتبره مانيتو الحاكم الوحيد في الأسرة الرابعة والعشرين (الشظايا 64، 65)، يضم الباحثون الجدد والده تف ناخت إلى تلك الأسرة. وكذلك بينما ينقل سكستوس يوليوس أفريكانوس عن مانيتو أن با كن رع نف حكم لست سنوات، فإن بعض الباحثين الجدد يختلفون مرة أخرى فيقصرون فترة حكمه إلى خمس سنوات بناءً على أدلة من نصب تذكاري لدفن العجل أبيس. فالنصب يثبت أن حكم با كن رع نف انتهى فقط عند بداية سنة حكمه السادسة، التي حسب التأريخ المصري تعني أنه حكم خمس سنوات كاملة.

## نبوءة
مانيتو هو مصدر حدثين من عهد با كن رع نف. الأول هو قصة أن حملاً نطق بنبوءة أن مصر سيهزمها الآشوريون، وهي القصة التي سيكررها لاحقاً كتاب كلاسيكيون أمثال كلوديوس إيليانوس (في طبائع الحيوان 12.3). الحدث الثاني كان أن باكن رع نف قد ألقى القبض عليه شباكا، ملك الأسرة الخامسة والعشرين، ثم أعدمه بحرقه حياً.
ثم يكتب ديودورس سيكولوس، بعد ذلك بثلاثة قرون من مانيتو، مضيفاً بعض التفاضيل المختلفة. إذ يذكر أنه بالرغم من أن باكن رع نف كان ضئيل البنية و«هيئته تبعث على الازدراء»، إلا أنه كان أكثر ملوك مصر حكمةً (1.65). فينسب إليه المصريون قانوناً يتعلق بالعقود، يقضي ببطلان مديونية إذا لم ترفق بكفالة موقعة، وقد ظل هذا القانون سارياً حتى وقت ديودورس (1.79). لهذا الفعل ولأفعال غيره، اعتبر ديودورس أن باكن رع نف هو الرابع من أهم ستة مشرعين في مصر القديمة. المشرعون الست العظام في مصر القديمة، حسب ديودورس، (ص. 1.93) كانوا: منفيس، الأمير ساسيخس، سيزوستريس، با كن رع نف، أماسيس الثاني، وداريوس.
ذكر المؤرخ الروماني تاكيتوس أن العديد من الكتاب ظنوا أن للفرعون «با كن رع نف» أس في أصول اليهود: «إلا أن معظم الكتاب يتفقون في ذِكر قصة أن مرضاً، يشوه الجسد بشكل مخيف، انتشر في أرجاء مصر؛ لحد أن الملك بوخوريس، طلباً لعلاج، استشار عرافة هامون، وكانت النصيحة التي حصل عليها هي أن ينظف مملكته وأن يطرد إلى أرض أجنبية هذا العِرق الذي تغضب عليه الآلهة. الناس الذين تم جمعهم بعد لأي، وجدوا أنفسهم متروكين في وادٍ غير ذي زرع، فجلسوا مذهولين من الحزن، حتى قام واحد من المبعدين، اسمه موسى، ناهياً إياهم عن البحث عن نجدة من إله أو من البشر، إذ أنهم مرفوضون من كليهما وأن يعتمدوا على أنفسهم، وأن يعِدوا زعيمهم المرسل من السماء أن يتوقفوا عن الحزن والتيه بمجرد ظهور من سيخلصهم من شقائهم آنئذ. فوافقوا، وبجهالة شديدة بدأوا في التقدم عشوائياً. أشد ما آلمهم كان نقص المياه، وتساقطوا استعداداً للموت في كل الاتجاهات في السهل، عندما رأوا سرباً من الحمير الوحشية عائداً من مرعاه إلى صخرة تظللها أيكة. مويسس تعقب السرب، على هدىً من منظر بقعة معشوشبة، فوجد نبعاً نضاحة بالماء. فكانت النجدة لهم. وبعد رحلة مستمرة لمدة ستة أيام، وجدوا أنفسهم في اليوم السابع في بلد، فطردوا أهله منه، وفيه بنوا مدينة ومعبد».
بالرغم من الأهمية الضمنية التي يوعزها هؤلاء الكتاب، فإن قليل من السجلات المعاصرة لباكن رع نف قد وصلتنا. النقش الرئيسي من حكمه يتعلق بوفاة ودفن عجل أپيس أثناء السنين 5 و 6 من حكمه؛ والبقية هي بعض النصب التي اكتشفها أوكوست مارييت أثناء استكشافه السرابيوم في سقارة. وقد قام شباكا بالإطاحة بباكن رع نف وإعدامه بالحرق حياً على الأعواد ودفن العجل في سنة حكمه الثانية (720 ق.م.). بينما كان يقوم بحملات في مصر السفلى. هذا الانقلاب أنهى الأسرة 24 قصيرة العمر والتي كانت منافساً هاماً للأسرة 25 النوبية في مصر العليا.

## حكمه
من أكثر الأقوال عن هذا الفرعون تلخيصا لسنوات حكمه قول المؤرخ مانيتون: كان بوخوريس الملك الوحيد من الأسرة الرابعة والعشرين الذي خلد اسمه وهو وإن ظهر ضعيفا في صراعه ضد الآشوريين الذين بدأوا يفدون على البلاد تجارا في البداية ثم غزاة في النهاية حيث قام بدفع الجزية كاملة لهم الا أنه على الجانب الآخر ظهر مصلحا قويا داخل البلاد. اهتم هذا الملك بالاصلاحات التي عادت بالبلاد إلى سيرتها الأولى وسابق عصرها الذهبي حيث المبادئ الفردية والمساواة الاجتماعية وقد وجه ضربة قاصمة إلى الإقطاع في شكليه المدني والديني وحارب الارستقراطية الدينية وقضى على امتيازات رجال الدين التي اكتسبوها خلال العصر الآموني وفي عصره سادت النزعة الفردية وحلت محل الإقطاع.
ولم يكن قانون بخوريس أول القوانين التي دونت في مصر الفرعونية بل عرفت مصر قبلها الكثير من المدونات القانونية والكثير من الملوك المشرعين بداية من عصر الاله تحوت اله التشريع عام 4241 ق.م. وقد كان ذلك القانون ذا طابع دينى حيث أنه صدر مباشرة من الاله تحوت وجاء الملك مينا الذي وحد البلاد سياسياً ودينياً وأيضا تشريعياً وقانونياً حيث أمر بتطبيق قانون تحوت على كل المملكة المتحدة. المصدر الوحيد لقانون بخوريس هو موسوعة مكتبة التاريخ لديودورس الصقلي.
وقانون بخوريس ظل معمولا به أثناء حكم البطالمة وبعض من حكم الرومان حتى عام 212 بعد الميلاد عندما أصدر الإمبراطور الرومانى كراكلا دستوره المعروف الذي منح الجنسية الرومانية لكافة الأجانب عدا الأجانب المستسلمة. وقد تأثر قانون بوخوريس تأثرا كبيرا بقوانين حمورابى بحكم تحالف بخوريس مع البابليين والآشوريين فنقل بعض الأحكام العادلة والمتطورة.
وقانون بوخوريس ظل يطبق على المصريين خلال كل العصر الاغريقي وبعض من العصر الروماني وذلك إعمالا لمبدأ شخصية القوانين حيث كان المجتمع الواحد يعرف أكثر من قانون يطبق كل منها على أشخاصه فقط بصرف النظر عن مكان اقامته ومع ذلك فقد أثبت قانون بوخوريس مكانته المتميزة وتفوقه في الفكر القانونى للعالم القديم.
و نقل الينا هيرودوت وكذلك المؤرخ ديودور الصقلى أن المشرع اليونانى الأشهر صولون كان قد زار مصر عام 595 ق.م. واطلع على قوانين بخوريس قبل أن يضع هو قوانينه الشهيرة وكذلك يذهب بعض المؤرخين إلى أن واضعى قانون الألواح الاثنا عشر – أول القوانين المدونة في روما القديمة – أشاروا إلى اطلاعهم على قوانين بخوريس واعتناق كثير من أحكامه وكانوا يشيدون به علانية في الساحات الكبرى حيث تذاع القوانين لاعلام الكافة بها قبل دخولها حيز النفاذ. وفي الأسرة الخامسة والعشرين حاول الملك أمازيس الثاني تقليد قانون بوخوريس وأصدر هو أيضا قانونا باسمه ولكن ما أن قضى عهد حكمه حتى عادت البلاد إلى قوانين بوخوريس من جديد واندثر قانون أمازيس.

## قوانين بوخوريس
على الرغم من قصر المدة التي حكم فيها هذا الفرعون مصر الا أنه قد وجه ضربة قاصمة إلى رجال الدين بإلغاء امتيازاتهم كجزء من إلغاء كثير من امتيازات الطبقات الأخرى وعاد بالبلاد إلى سيادة النزعة الفردية وتحولت المساواة إلى مبدأ يطبق على كل المراكز القانونية عامة كانت أو خاصة. وهذا القانون سماه البطالمة من حكام مصر فيما بعد قانون العقود نظرا لاحتوائه على قواعد القانون المدني وأيضا قواعد الأحوال الشخصية. تحرر القانون بالكامل من الطابع الديني للقوانين السابقة عليه طوال العصر الأموني وجاء خلواً من أي حكم ديني. تحرر القانون من الشكليات والاجراءات المعقدة القديمة وجعل من الكتابة وحدها الوسيلة الفعالة في مجال الاثبات. أعلى القانون من شأن الإرادة في التصرفات القانونية وسادت بسبب ذلك قاعدة العقد شريعة المتعاقدين. كان شديد المحاربة لفكرة الديون وآثارها السيئة على المجتمع وهو في ذلك كان أسبق من غيره من القوانين.
فقد كان الدين في الماضى سببا مباشرا من أسباب الاسترقاق حيث يتسبب عجز المدين عن الوفاء في تحويله إلى عبد للدائن وهو ما يطلق عليه الإكراه البدنى وذلك بأن يكره الدائن المدين على العمل لديه حتى يحصل على حقه منه أو كان في مكنة الدائن بيع مدينه في سوق العبيد للحصول على الثمن لسداد الدين.
وفى هذه الجزئية كان قانون بوخوريس تقدميا للغاية في عصره حيث ألغى الرق بسبب الدين وأحسن معاملة العبيد بصفة عامة وخفف كثيرا من معاناتهم. وعلى الجانب المالى لقضية الديون ألغى بوخوريس نظام الفائدة المركبة حيث أنه كان يبالغ فيها إلى حدود غير معقولة قبل صدور قوانينه وكانت تصل إلى 100% بل و 120% وتضاف سنويا إلى أصل الدين سنويا وهكذا مما كان يجعل السداد مستحيلا فحدد قانون بوخوريس السقف الأعلى للفائدة على النقود ب 30% بينما بلغ ذلك الحد في الحاصلات الزراعية إلى الثلث فقط وفي هذا السياق وصل تفكيره إلى إلغاء الفوائد التي تتكون لتصل إلى أكثر من أصل الدين وهي فكرة لم تكن معروفة في ذلك الزمان بالمرة.
بيد أن أعظم انجاز قانونى في القانون المدنى أتى به بوخوريس كان إلغاء الإكراه البدنى بأن جعل التنفيذ قاصر على أموال المدين فقط أي على ذمته المالية ولا يمتد إلى جسده أو حريته كما كان الوضع قبلها وهذه الفكرة هي القائمة في كل الثقافات القانونية في عالم اليوم. أما في مجال الأحوال الشخصية فقد حرص القانون على الاعتراف بالمساواة الكاملة بين الجنسين وكانت للمرأة أموالها الخاصة ولها الحرية الكاملة أن تتصرف فيها بكل أنواع التصرفات بمقابل أو بدون مقابل في حال الحياة أم إلى ما بعد الوفاة (الوصية) ولها الشخصية القانونية الكاملة التي تبيح لها أن تذهب إلى المحكمة مدعية أو مدعى عليها وكانت شهادتها مأخوذ بها.
كذلك كان لها أن تبدى رأيها في أمر زواجها بالقبول أو الرفض ولها اشتراط الاحتفاظ بالعصمة في يدها وكذلك وضع ما تشاء من الشروط المالية في عقد الزواج بما فيها على سبيل المثال النص على الحق في قبض تعويض مالى ضخم من الزوج في حال الزواج من امرأة أخرى وكثيرا ما وقف مثل هذا الشرط عائقا في سبيل اتمام هذا الزواج الثانى وعليه كان تعدد الزوجات – كنتيجة لذلك كله – نادر الحدوث وساد مبدأ الزواج الفردى على أساس أنه الأصل وأصبح تعدد الزوجات هو الاستثناء ويتم بناء على موافقة الزوجة الأولى في حالات الضرورة القصوى بسبب مرض أو عقم الزوجة الأولى مثلا. وساوى القانون المذكور بين الأخ وأخته في التركات ولم يعترف بالنظام القديم الذي كان يميز الأخ الأكبر في الميراث. ووضع القانون المذكور ديون الزوج إلى زوجته في موضع ممتاز ولها الأسبقية على كافة الديون الأخرى.

## مقالات ذات صلة
- أسرة مصرية رابعة وعشرون
- تف ناخت